# Диди-Чаилури
Диди-Чаилури (груз. დიდი ჩაილური) — село в Грузии. Находится в Сагареджойском муниципалитете края Кахетия. Высота над уровнем моря составляет 700 метров. Население — 850 человек (2014).